# Ectenopsis vittata
Ectenopsis vittata är en tvåvingeart som beskrevs av M. Josephine Mackerras 1955. Ectenopsis vittata ingår i släktet Ectenopsis och familjen bromsar. Inga underarter finns listade i Catalogue of Life.